# 若山村
若山村（わかやまむら）は、石川県珠洲郡に存在した村。
由来は、平安時代末期から江戸時代にかけて存在した「若山荘」による。

## 地理
- 現在の珠洲市の中西部にあたる。
- 若山川沿いの平野、盆地、谷の地域に位置する。
- 農業以外の副業では、林業、養蚕、畜産の産業、藁製品、果実、蔬菜の産物などがあった。
- 山：宝立山 (469m)、八太郎峠、大谷峠

## 歴史
- 平安時代 - 当地に「若倭郷」が存在。
- 平安時代末期〜江戸時代 - 当地に「若山荘」が存在。
- 1889年（明治22年）4月1日 - 町村制の施行により、珠洲郡東若山村及び西若山村を設置する。
- 1908年（明治41年）8月15日 - 珠洲郡東若山村及び西若山村を廃し、珠洲郡若山村を設置する。最初、役場は火宮に設置。
- 1915年（大正4年）- 役場を古蔵に移転。
- 1920年（大正9年）- 中田で石膏の採掘が始まる。
- 1954年（昭和29年）7月15日 - 珠洲郡飯田町、宝立町、上戸村、若山村、直村、正院町、蛸島村、三崎村及び西海村を廃し、その区域をもって珠洲市を設置する。旧珠洲郡若山村字延武の区域の一部及び字国兼の区域の一部を若山町延武に設定する。旧珠洲郡若山村字国兼の区域の一部、字延武の区域の一部、字内山の区域の一部、字向の区域の一部及び字中の区域の一部を若山町宇都山に設定する。あとの22大字は若山町を冠し珠洲市の町に継承。

## 人口
| 年               | 世帯数 | 人口  |
| ---------------- | ------ | ----- |
| 1920（大正9年）  | 275    | 1,246 |
| 1953（昭和28年） | 889    | 4,835 |

## 交通
※いずれも現在の道路。
- 国道249号
- 石川県道40号珠洲里線
- 石川県道272号上黒丸大谷線
- 石川県道280号若山上戸線
- 石川県道285号高屋出田線

## 教育

### 中学校
- 若山村立若山中学校
- 若山村立上黒丸中学校

### 小学校
- 若山村立若山小学校
- 若山村立上黒丸小学校